# Vaccinium centrocelebicum
Vaccinium centrocelebicum är en ljungväxtart som beskrevs av Herman Otto Sleumer. Vaccinium centrocelebicum ingår i Blåbärssläktet, och familjen ljungväxter. Utöver nominatformen finns också underarten V. c. maius.